# Al-Batina du Nord
Al-Batina du Nord (ou Shamāl ash Sharqīyah) est un gouvernorat du sultanat d'Oman située sur la côte nord bordant le golfe d'Oman. Il est issu de scission de la région (mintaqat) d'Al-Batina par la réforme du 28 octobre 2011 :

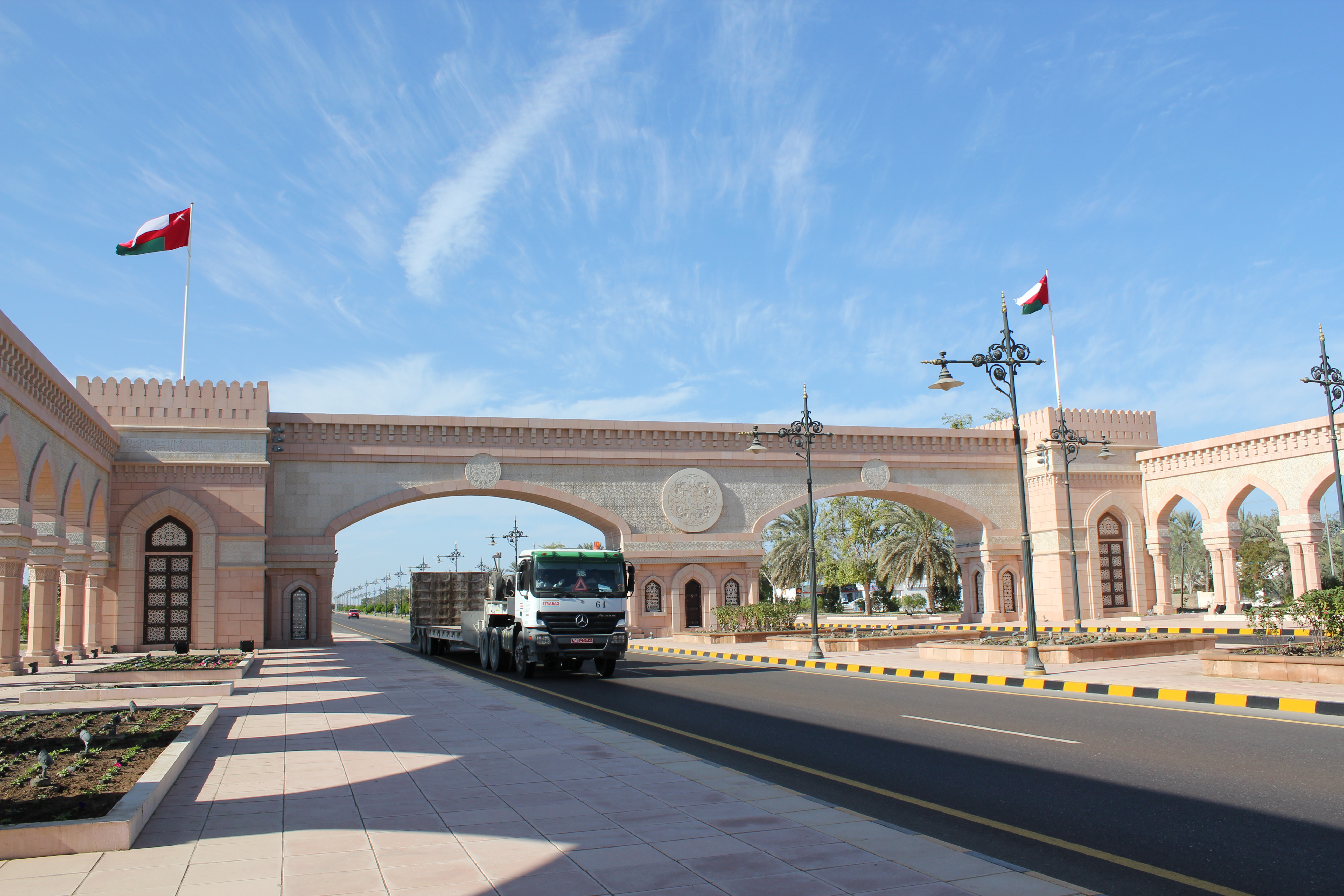
Sohar, Oman

La capitale est Sohar (104 000 habitants). Il possède une frontière avec les Émirats arabes unis.
Ce gouvernorat regroupe les wilayas suivantes :
- Al Khaburah
- Al Liwa
- As Saham
- Ash Shinas
- As Sohar
- Al Suwayq